# 前182年
| 千纪： | 前1千纪 |
| 世纪： | 前3世纪 \| 前2世纪 \| 前1世纪                                                                                         |
| 年代： | 前210年代 \| 前200年代 \| 前190年代 \| 前180年代 \| 前170年代 \| 前160年代 \| 前150年代                               |
| 年份： | 前187年 \| 前186年 \| 前185年 \| 前184年 \| 前183年 \| 前182年 \| 前181年 \| 前180年 \| 前179年 \| 前178年 \| 前177年 |
| 纪年： | 西汉高后六年 |

## 出生
- 托勒密八世，埃及托勒密王朝國王。

## 逝世
- 張敖
- 普魯西阿斯一世，比提尼亞之王。